# Leif Johansson (fotbollsspelare)
Leif Johansson, född 1948, är en svensk före detta fotbollsspelare (anfallare) som representerade Gais säsongerna 1975–1976.
Johansson värvades till Gais från Västra Frölunda IF inför den allsvenska säsongen 1975. Han spelade 18 matcher (2 mål) när Gais trillade ur allsvenskan samma år, men därefter bara en match (inga mål) i division II södra 1976 innan han försvann ur laget.
Han är far till Niclas Johansson (född 1973), som också spelade för Gais och Västra Frölunda.